# Hafen Żerań

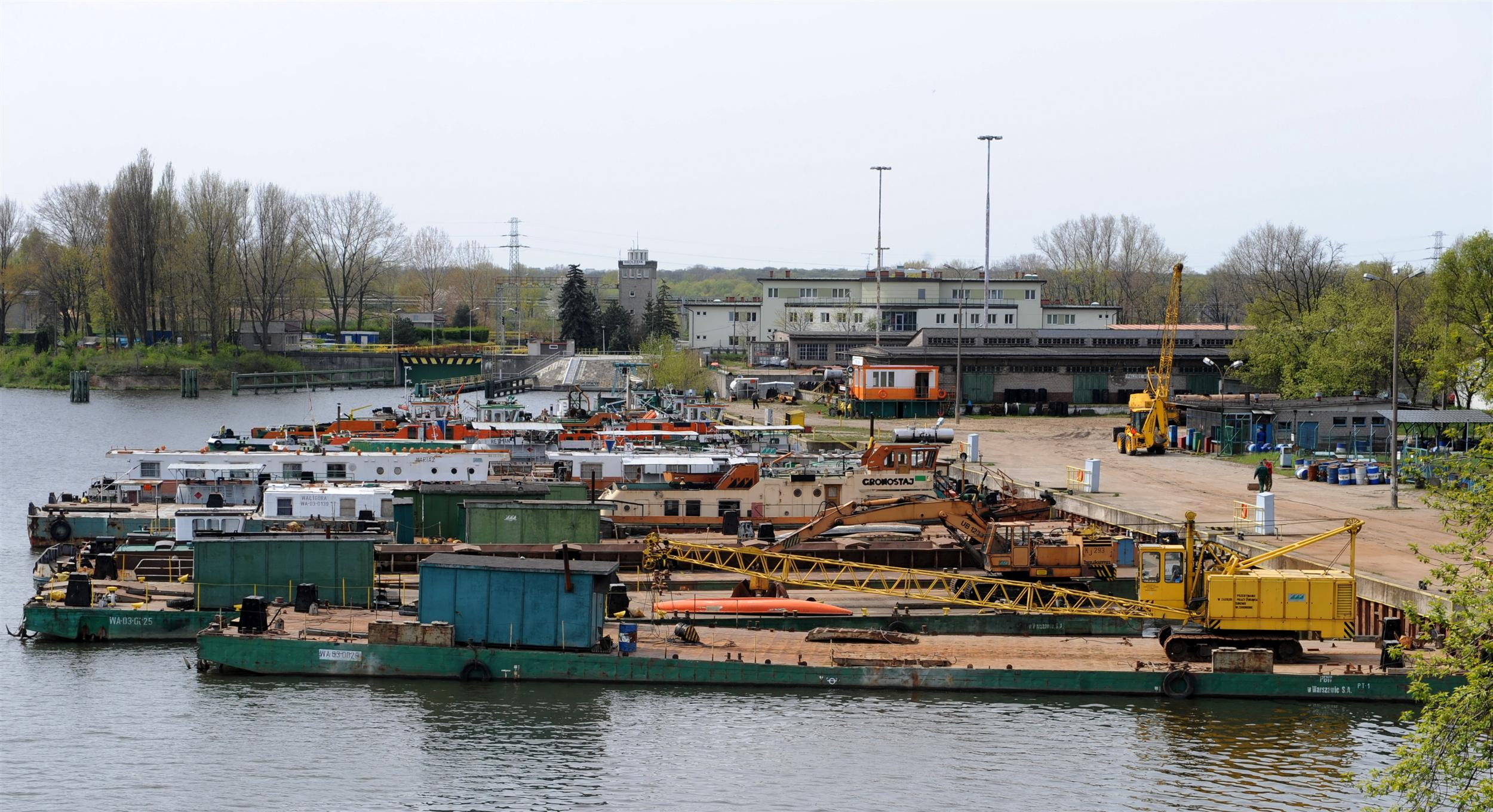
Der Hafen von der Modlińska aus gesehen

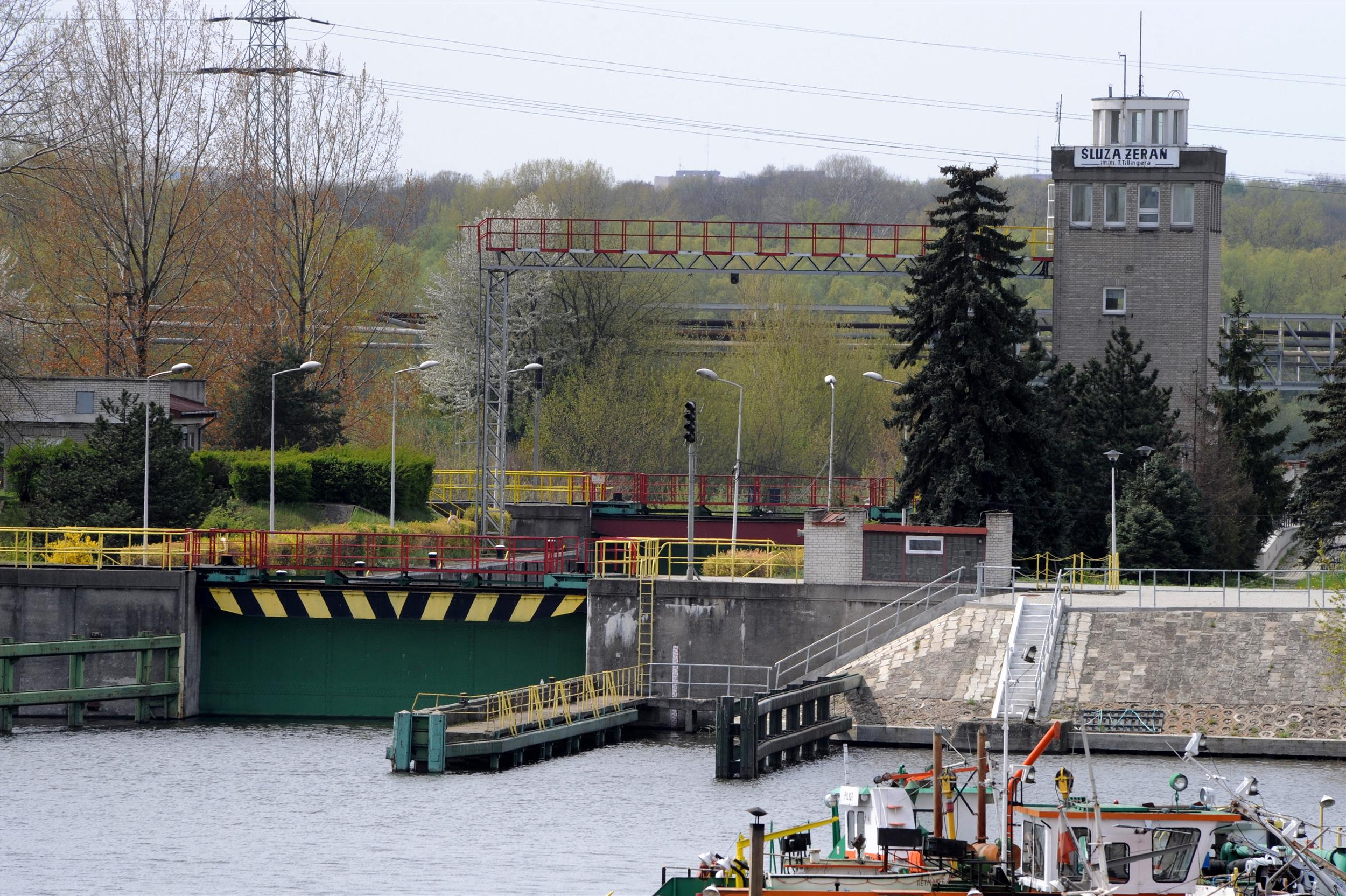
Die große Kammerschleuse mit ihrem Kontrollturm, Blick vom Hafen in Richtung Weichsel

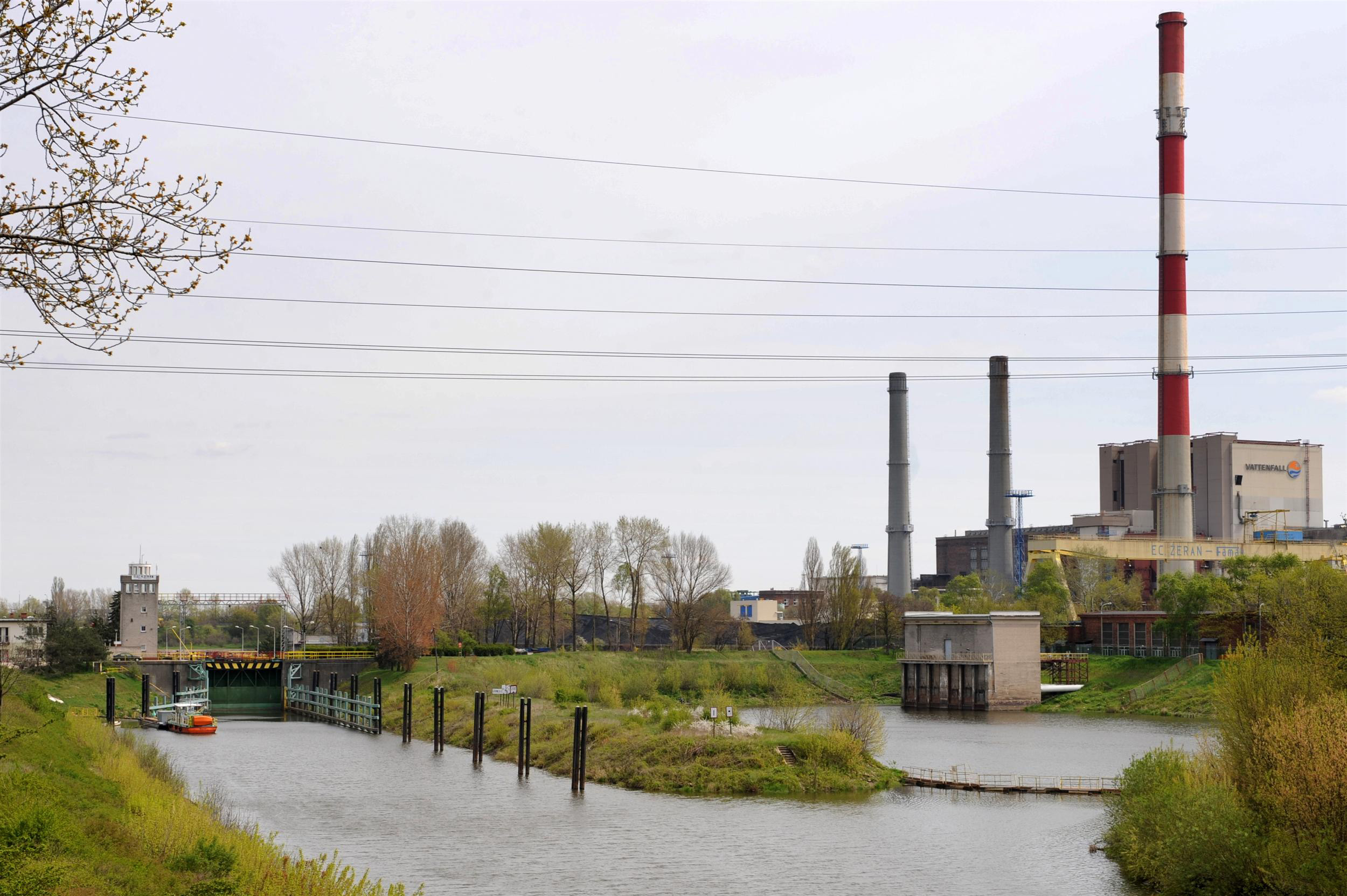
Blick auf die Schleuse von der Weichseleinfahrt, rechts das Żerań-Kohlekraftwerk

Der Hafen Żerań (polnisch: Port Żerański) ist ein Binnenhafen im Warschauer Stadtbezirk Białołęka. Er ist der einzige noch genutzte und größte von ursprünglich drei Weichselhäfen der Stadt (die beiden anderen waren der Hafen Czerniaków und der Hafen Praga).
Die Gesamtanlage umfasst eine Fläche von rund 260 Hektar und liegt etwa zwischen und an den Straßen Ulica Płochocińska, Ulica Marywilska, Ulica Zarzecze und Ulica Toruńska sowie umfangreichen Gleisanlagen im Osten und der Weichsel im Westen.

## Geschichte
Der Hafen in Żerań ist nach dem Zweiten Weltkrieg im Zusammenhang mit dem Bau eines modernen Kohlekraftwerkes und der Anlage des Żerań-Kanals, der die Warschauer Weichsel mit dem Zegrze-Stausee bei  Nieporęt verbindet, entstanden. 1951 wurde mit dem Bau des Hafens am Anfang des Żerań-Kanal (Kanał Żerański) – rund 600 Meter von der Weichsel entfernt – begonnen. In den 1960er Jahren entstand eine moderne Kammerschleuse zwischen Hafen und Weichsel (Śluza Żerańska), die nach ihrem Erbauer, dem Ingenieur Tadeusz Tillinger benannt wurde. Die Schleusenkammer verfügt über eine Dimension von 85 × 12 Meter, die Schleuse selbst ist 104 Meter lang. Sie wird von einem Kontrollturm aus gesteuert und rund um die Uhr genutzt.
Das Haupthafenbecken, das dem Kohleumschlag dient, ist etwa 70.000 Quadratmeter groß. Unter der hier über eine Brücke geführten Hauptverkehrsstraße Ulica Modlińska können entlang des an dieser Stelle verbreiterten Kanals drei weitere, nur teilweise mit Kaimauern befestigte Hafenbecken erreicht werden. Am Hafen liegt das Kraftwerk Żerań, das so über den Wasserweg mit Kohle versorgt werden kann. Durch die Einleitung benutzten Prozesswassers aus dem Werk wird das Hafenwasser erwärmt. Die in den Kanal abgegebene Wärme führt dort zu einem vermehrten Fischbestand.

## Entwicklung
Eine bauliche Entwicklung der Umgebung und eines Teils der ungenutzten Hafenanlagen ist vorgesehen. So soll es neben Umstrukturierungen bei der Hafennutzung zu einer Ansiedlung von Unternehmen, einem Ausbau von Wohnraum und Wasserangeboten kommen.
Unter anderem sieht die Stadtplanung vor, hier einen Hotelkomplex, einen Wasserpark sowie ein Kongresszentrum mit Messehalle zu errichten. Zu einem späteren Zeitpunkt sollen dann auch Bürogebäude und eine Veranstaltungsarena entstehen. Im Hafen sollen Restaurants, ein Spielkasino und eine Aussichtsplattform gebaut werden.